# Salignac (Alpes-de-Haute-Provence)
Salignac település Franciaországban, Alpes-de-Haute-Provence megyében. Lakosainak száma 679 fő (2022. január 1.). Salignac Aubignosc, Entrepierres, Peipin, Sourribes és Volonne községekkel határos.

## Népesség
A település népessége az elmúlt években az alábbi módon változott:
| Lakosok száma | 127  | 225  | 310  | 491  | 623  | 633  | 634  | 640  | 660  | 679  |
|               | 1968 | 1982 | 1990 | 2006 | 2013 | 2015 | 2017 | 2019 | 2020 | 2022 |